# Céelle
Céelle (signature de Colette Lajonie, née Durand) est une artiste peintre et graveuse née à Paris (Montmartre) le 25 août 1929. Elle a vécu à Paris, puis dans le Doubs, s'y partageant entre Miserey-Salines et Besançon. Elle est morte à Besançon le 21 juin 2018.

## Biographie
L'artiste, avant d'adopter la signature de Céelle, est élève de l'École nationale supérieure des arts décoratifs, puis de l'École Estienne à Paris. Elle est ensuite, en même temps que peintre, professionnelle dans le graphisme publicitaire.
Parmi les villégiatures importantes qui ont inspiré son œuvre, figurent l'Italie (Rome et Venise) et la Normandie. Outre les principaux salons parisiens, comme le Salon d'automne dont elle devient sociétaire en 1978, elle participe à des expositions au Luxembourg, en Allemagne, au Canada, aux États-Unis et au Japon.
Morte à Besançon le 21 juin 2018, Céelle repose au cimetière de Miserey-Salines.

## Livres illustrés
- Françoise Dorin, Dominique Dron, Michel Duvoisin, Roger Jacob, Sandrine Vassalli-Laurer (textes), Françoise Caudal, Céelle, Michel Duvoisin, Jacques Goupil, Roger Jacob, Jacques Leyssenne, Jacques Noury, Jean-Marie Zacchi (illustrations), Venise comme une barcarolle, Éditions Micha, Rosny-sous-Bois, 1992.

## Expositions personnelles
- Galerie des Orfèvres, Paris, novembre-décembre 1974.
- Galerie Claude Hémery, 56, rue de l'Université, Paris, mars 1984.
- Rétrospective Céelle, Galerie Hamon[3], Le Havre, 1993.
- Céelle - Huiles, aquarelles, gravures, Château de Vianden, Luxembourg, avril-juin 2002.
- Millon SVV, Paris, Ventes de l'atelier Céelle, Hôtel Drouot, Paris, 2009, 2011.

## Expositions collectives
- Salon des artistes français, Grand Palais (Paris), dont avril-mai 1977: Musique en pointe d'ïle, huile sur toile[4].
- Salon d'automne, Paris, à partir de 1978[1].
- Salon des indépendants, Paris, 1984[5].
- Salon Comparaisons, Paris, participations non datées[2].
- Groupe 109, expositions non datées[2].
- Salon France Amrica, Maison française de Washington, 1991[6].
- De Bonnard à Baselitz - Dix ans d'enrichissements du Cabinet des estampes, Bibliothèque nationale de France, 1992[7].
- 42e Salon des amis des arts, Mairie de Colombes, novembre-décembre 1993 (Céelle, invitée d'honneur).
- Vingt artistes contemporains: Céelle, Philippe Cara Costea, Henri d'Anty, Roland Dubuc, Frédéric Menguy—, Château d'Excideuil, juillet août 1994.
- Quand Victor Hugo inspire les artistes - trente-trois artistes se sont inspirés du thème "La pensée, l'œuvre ou la vie de Victor Hugo", Espace culturel Le gymnase, Besançon, février-mars 2002, suivi d'une itinérance dans plusieurs villes d'Europe.
- Salon des Annonciades, Pontarlier, 2004, juillet-août 2006, juillet-août 2012.
- Salon de la peinture, Zillisheim, octobre 2006.
- Prestige 2008 - Dix artistes régionaux de renommée nationale ou internationale, Salle de rencontres Jean-Jaurès, Vieux-Charmont, avril 2008.
- Rencontres inattendues - Georgette Beljon, Céelle, Geneviève Taddei, Galerie Konschthaus Beim Engel, 1, rue de la Loge, Luxembourg, janvier 2009.
- Paysages, marines, natures mortes, Galerie Saint-Roch, 10, rue Saint-Roch, Paris, octobre-novembre 2010.
- Exposition des peintres de la Galerie Saint-Roch, Galerie Saint-Roch, Paris, décembre 2010 - janvier 2011.

## Réception critique
- « De ses activités de graphiste, elle a conservé l'acuité du trait, la rigueur de la composition dans le format. Elle peint dans des gammes de gris colorés et de bruns. Si elle s'inspire de scènes de marchés, d'arbres, de marines, de façades d'immeubles, de colombages, de portes et fenêtres, elle en élimine l'anecdote pour n'en conserver que la structure et la poésie. Son écriture post-cubiste ne cesse de frôler l'abstraction. » - Jacques Busse[2]
- « Tiens! Une porte qui grince, un crépi qui s'émiette, une lumière qui lézarde, autant d'impressions fugitives que seul un œil exercé, exigeant et patient peut détecter dans la quiétude de ces pierres silencieuses. Sûr que Céelle possède cette acuité visuelle, sinon comment pourrait-elle nous faire revivre ces vieux bois, ces vieilles poutres, ces ferronneries et ces jeux de lumières caressant un filet d'eau? » - Harry Kampianne[8]
- « Passionnément artiste, Céelle a bâti son œuvre, avec patience et détermination, du graphisme à la peinture, du dessin à l'aquarelle. D'une nature ouverte et curieuse, elle a peint ce que son regard lui désignait, ce que son cœur lui dictait. Au fil des ans, la démarche s'est affinée, pour se concentrer sur l'architecture: maisons de village, palais vénitiens, détail d'une fenêtre ou d'une porte... Pourtant la vie affleure, la main de l'homme se laisse deviner. Céelle peint aussi le quotidien dans la beauté simple d'instants captés, faits de lumière, de sérénité, de bonheurs sereins que l'artiste sait contenir dans l'espace de la toile avec finesse et talent. » - Tony Lammar

## Prix et distinctions
- Prix Meurand décerné par l'Institut de France.

## Musées et collections publiques
- Musée Condé, Château de Chantilly, Vue du château de Chantilly du bord de la route, plume.
- Cabinet des estampes de la Bibliothèque nationale de France, cinq œuvres dont Paysage portuaire, Le Havre, pointe-sèche, 1980[7].
- Mobilier national - Manufacture des Gobelins, de Beauvais et de la Savonnerie, Paris, Les deux sapins, estampe.
- Ville de Besançon.